# Friedrich Florian von Thielau
Friedrich Florian von Thielau (* 1817 in Lampertswalde; † 1. April 1894 auf Rittergut Leuben) war ein sächsischer Generalleutnant.

## Leben
Friedrich Florian von Thielau trat 1829 in das Kadettenhaus der sächsischen Armee ein, wonach er nach langjähriger Erziehung im Jahr 1834 als Fähnrich dem 1. leichten Reiter-Regiment übergeben wurde. Am 7. Mai 1835 avancierte er zum Leutnant im Regiment. Er durchlief in den folgenden Jahren eine gewöhnliche militärische Laufbahn in der 2. und 3. Eskadron des Regiments und stieg am 17. Dezember 1842 zum Oberleutnant auf. In den folgenden Jahren wurde er am 17. Oktober 1849 zum Rittmeister und Eskadronschef beim 3. Reiter-Regiment befördert und stieg am 7. Januar 1857 zum aggregierten Major auf. Nachfolgend wurde ihm Wartegeld gezahlt und er kehrte alsbald in das 2. Reiter-Regiment zurück. Nachdem er am 18. August 1865 zum Oberstleutnant befördert wurde, diente er die nächsten Jahre als königlicher Flügeladjutant. Er diente den Krieg gegen Preußen und auch den Krieg gegen Frankreich als Generaladjutant, wurde 1865 zum Oberst, 1866 zum Generalmajor und schließlich am 10. September 1870 zum Generalleutnant befördert.